# لان سميث
لان سميث (بالإنجليزية: Lane Smith)‏ هو كاتب للأطفال وكاتب أمريكي، ولد في 25 أغسطس 1959 في تلسا في الولايات المتحدة.

## وصلات خارجية
- الموقع الرسمي
- لان سميث على موقع IMDb (الإنجليزية)
- لان سميث على موقع قاعدة بيانات الفيلم (الإنجليزية)
- لان سميث على موقع كينوبويسك (الروسية)